# Камышинский район
Камы́шинский райо́н — административно-территориальная единица (район) и одноимённое муниципальное образование (муниципальный район) в Волгоградской области России.
Административный центр — город Камышин (не входит в состав района).

## География

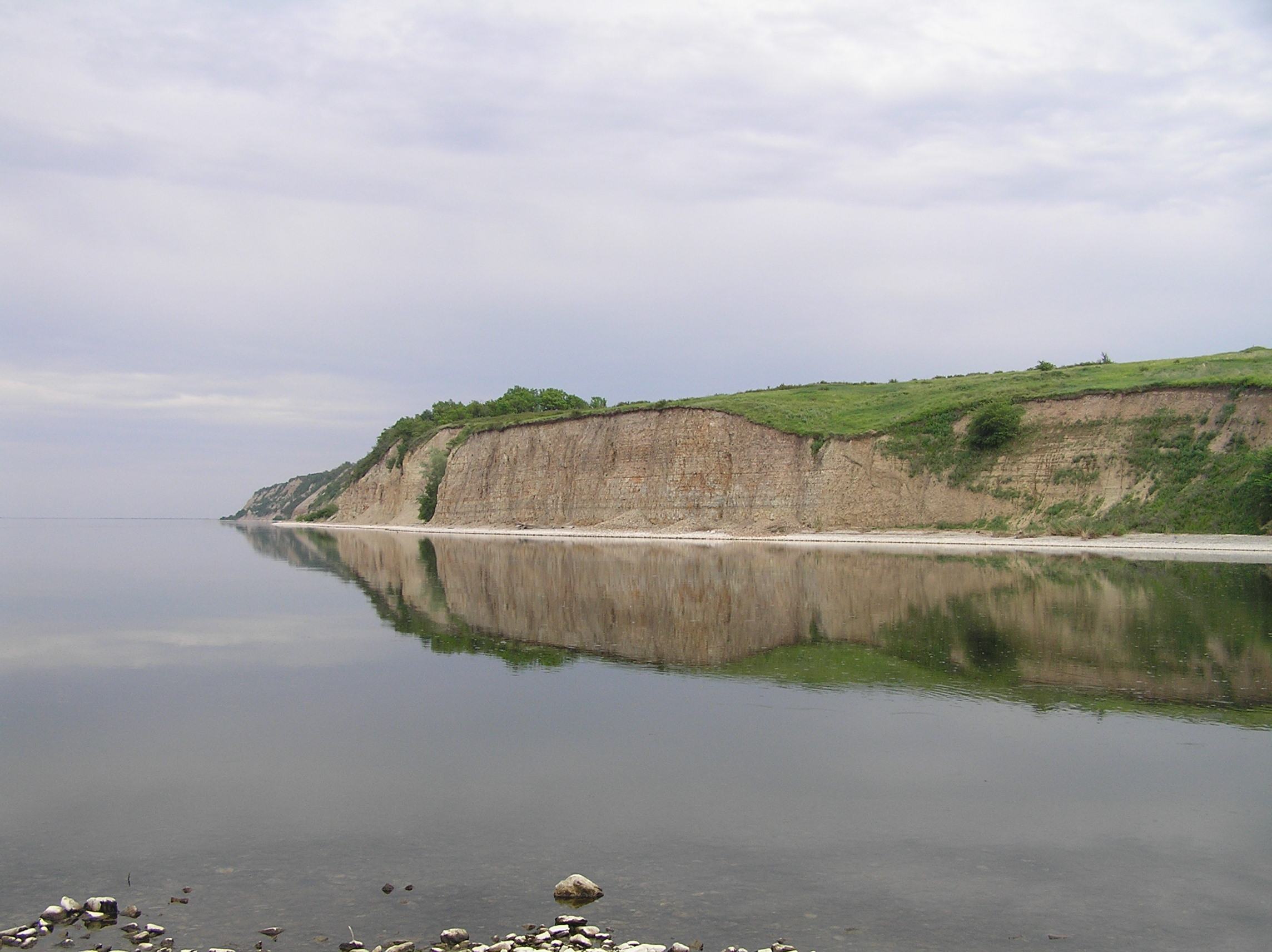
Правый берег Волги на территории природного парка Щербаковский

Камышинский район расположен на правобережье реки Волги. Занимает площадь 3563 км².

### Полезные ископаемые
На территории Камышинского района открыто 9 месторождений нефти и газа, разведано месторождение фосфоритов.
В районе разведано и предварительно оценено 24 проявления и месторождения твердых полезных ископаемых, в том числе 2 месторождения кирпичного сырья,1 месторождение керамзитного сырья, 1 проявление и 1 месторождение песков строительных, 1 месторождение песков силикатных, 2 месторождения стекольных песков,3 месторождения и 5 проявлений строительного камня (песчаников), 1 месторождение цементного сырья, 2 проявления опок для термолита, 1 месторождение фосфоритов, 1 месторождение формовочных глин и 1 проявление титан-циркониевых россыпей.

### Заповедные территории
В районе образован природный парк «Щербаковский». На территории природного парка находятся памятники природы, охраняемые ландшафты и объекты, в том числе популярная у туристов Щербаковская балка. Для управления этой территорией образовано Государственное учреждение «Природный парк „Щербаковский“».
В случае железистой подстилающей поверхности почвы например железистые песчаники, глины, или грунтовые воду, чересчур сильно насыщенных железом в теплое время железо «подымаются», «выпариваться» в почвенный, верхний слой почвы. В книге Почвы Волгоградской области 1970 года выпуска описываться красноцветные почвы Волгоградской области на примере почв такого типа Тетеревятского Кряжа.
Профиль А Красновато-Коричневый, или Серо-Красновато-Коричневый, не прочно комковатый, легко суглинистый (бывает и суглинистый и глинистый и тяжело-суглинистый)
Глубина слоя 0-24 см.
Профиль В С Коричневый с небольшими и неярко выражеными узкими полосками железистых суглинков с подтеками и красноцветного гумустного слоя.
Глубина профиля – слоя 24-37 см.
Профиль С Плотный Красно-Бурый Железистый плотный песчаник.
Глубина профиля-слоя 37-47 см.
Профиль Д Красно-Бурый железистый суглинок рыхлый.
Глубина профиля-слоя 47-100 см.
Красноцветные почвы в Волгоградской области представлены как полно развитыми красноцветными почвами, так и не полно развитыми красноцветными почвами, как они представлены в Гусельско-Тетеревятском Кряже имеют локальное расположение разных размеров.

## История
Камышинский район учрежден Постановлением Президиума ВЦИК 23 июня 1928 года в составе Камышинского округа Нижне-Волжского края. Согласно постановлению президиума Нижневолжского краевого организационного комитета от 12 июля 1928 года Камышинский район был образован из Котовской и Камышинской волостей Камышинского уезда Саратовской губернии полностью, из Саламатинской волости того же уезда без Николаевского и Рыбинского сельсоветов, из Гусельской волости Камышинского уезда без сельсоветов: Мало-Ольховского и Перещепновского. Всего в состав района было включено 33 сельсовета
С 1934 года район в составе Сталинградского края, с 1936 года — Сталинградской области (в 1961 году переименована в Волгоградскую область).
В 1935 году район был разукрупнен: 8 сельсоветов включены в состав Ждановского района, Караваинский сельсовет включён во вновь образованный Балыклейский район, 2 колхоза Саламатинского сельсовета Камышинского района были переданы в Ольховский район. В результате реорганизации в составе Камышинского района осталось 16 сельсоветов.
Согласно переписи населения 1939 года в Камышинском районе проживал 2071 немец (4,4 % от общей численности населения). 28 августа 1941 года был издан Указ Президиума ВС СССР о переселении немцев, проживающих в районах Поволжья. Немецкое население района было депортировано.
11 мая 1943 года Камышин получил статус города областного подчинения и был выведен из состава района, оставаясь, при этом, его центром.
Указом Президиума ВС РСФСР от 24 ноября 1948 года № 741/8 был ликвидирован Ременниковский район (бывший — Эрленбахский кантон упразднённой в 1941 году АССР немцев Поволжья). Александровский, Веселовский, Новонорский и Уметовский сельсоветы были переданы в административное подчинение Камышинского района. Указом Президиума Верховного Совета РСФСР от 27 июля 1950 года был ликвидирован Нижне-Добринский район (бывший — Добринский кантон упразднённой в 1941 году АССР немцев Поволжья), часть его территории вошла в состав Камышинского района (Водно-Буерачный, Верхне-Добринский Галкинский, Нижне-Добринский и Усть-Грязнухинский сельсоветы).
В 1963 году район был укрупнён: в состав Камышинского района вошли упразднённые Балыклейский (без Горно-Пролейского, Суводского и Усть-Погожинского сельсоветов) и Ольховский район (без Дудаченского и Каменно-Бродского сельсоветов, хуторов Гурово и Новая Ольховка /колхоз «Победа»/ Киреевского сельсовета), а также Семеновский сельсовет Красноярского района.
В результате указанных административно-территориальных преобразований в состав Камышинского района были включены следующие населённые пункты, входившие в состав АССР немцев Поволжья:
1. Нижняя Добринка (прежнее название — Добринка)
2. Верхняя Добринка (Драйшпиц)
3. Верхняя Кулалинка (Гольштейн)
4. Галка (Галка)
5. Бутковка (Шваб)
6. Щербатовка (Немецкая Щербатовка / Мюльберг)
7. Щербаковка (Русская Щербаковка)
8. Воднобуерачное (Штефан)
9. Караульнобуерачное (Келлер)
10. Верхняя Грязнуха (Крафт)
11. Пановка (Гильдман)
12. Иловля (Лейхтлинг)
13. Усть-Грязнуха (Гебель)
14. Семёновка (Семёновка)
15. Умёт (Розенберг)

Решением Волгоградского облисполкома от 18 января 1965 года № 2/36 из Камышинского района в состав Дубовского района были переданы Балыклейский, Караваинский, Октябрьский и Зензеватский сельские советы. Согласно решению Волгоградского облисполкома от 31 декабря 1966 года № 30/775 за счёт разукрупнения Камышинского района был вновь образован Ольховский район. Сельские советы: Гусевский, Киреевский, Липовский, Ольховский, Романовский и Ягодновский были переданы из состава Камышинского района в административное подчинение Ольховского района.
5 марта 2005 года в соответствии с Законом Волгоградской области № 1022-ОД район наделён статусом муниципального района. В его составе образованы 19 муниципальных образований: 1 городское и 18 сельских поселений.

## Население
| 1939    | 1959    | 1970    | 1979    | 1989    | 2002    | 2009    | 2010    | 2011    | 2012    |
| ------- | ------- | ------- | ------- | ------- | ------- | ------- | ------- | ------- | ------- |
| 47 295  | ↘36 728 | ↗40 510 | ↘38 623 | ↘37 276 | ↗45 019 | ↘41 209 | ↗42 893 | ↘42 838 | ↘42 434 |
| 2013    | 2014    | 2015    | 2016    | 2017    | 2018    | 2019    | 2020    | 2021    |         |
| ↘41 818 | ↘41 264 | ↘40 806 | ↘40 460 | ↘39 898 | ↗40 613 | ↘40 322 | ↘39 644 | ↗41 030 |         |

### Урбанизация
В городских условиях (город Петров Вал) проживают 30.53 % населения района.

### Гендерный состав
Распределение населения по полу:
- мужчин — 48,2 %;
- женщин — 51,8 %.

### Национальный состав
| Народ      | 1939 год чел   | 2002 год чел.    | 2010 год чел.    |
| ---------- | -------------- | ---------------- | ---------------- |
| Русские    | 43 713 (92,4%) | ↘ 37 859 (84,1%) | ↘ 37 350 (87,1%) |
| Немцы      | 2 071 (4,4 %)  | ↗ 3 141 (7,0 %)  | ↘ 1 887 (4,4 %)  |
| Украинцы   | 948 (2,0 %)    | ↗ 1434 (3,2 %)   | ↘ 853 (2,0 %)    |
| Езиды      | —              | ↗ 441 (1,0 %)    | ↗ 594 (1,4 %)    |
| Армяне     | —              | ↗ 282 (0,6 %)    | ↗ 368 (0,9 %)    |
| Татары     | 142 (0,3 %)    | ↗ 317 (0,7 %)    | ↘ 244 (0,6 %)    |
| Другие     | 421            | ↗ 1 825          | ↗ 2 568          |
| Не указали | —              | 2                | 250              |
| Всего      | 47 295         | 45 019           | 42 893           |

Национальный состав
По итогам переписи населения 2020 года проживали следующие национальности (национальности менее 0,1 % и другое см. в сноске к строке «Другие»):
| Национальность | Численность, чел. | Доля     |
| -------------- | ----------------- | -------- |
| Русские        | 36 156            | 88,12 %  |
| Немцы          | 734               | 1,79 %   |
| Езиды          | 511               | 1,25 %   |
| Украинцы       | 245               | 0,60 %   |
| Армяне         | 216               | 0,53 %   |
| Цыгане         | 148               | 0,36 %   |
| Татары         | 96                | 0,23 %   |
| Казахи         | 86                | 0,21 %   |
| Азербайджанцы  | 85                | 0,21 %   |
| Другие         | 2753              | 6,70 %   |
| Итого          | 41 030            | 100,00 % |

## Муниципально-территориальное устройство
В Камышинском муниципальном районе выделяются 19 муниципальных образований, в том числе 1 городское поселение и 18 сельских поселений:
| №  | Муниципальное образование             | Административный центр  | Количество населённых пунктов | Население (чел.) | Площадь (км²) |
| -- | ------------------------------------- | ----------------------- | ----------------------------- | ---------------- | ------------- |
| 1  | городское поселение Петров Вал        | город Петров Вал        | 2                             | 12 545           | 29.40         |
| 2  | Антиповское сельское поселение        | село Антиповка          | 1                             | ↘2554            | 158.30        |
| 3  | Белогорское сельское поселение        | посёлок Госселекстанция | 2                             | ↘856             | 136.04        |
| 4  | Верхнедобринское сельское поселение   | село Верхняя Добринка   | 4                             | ↘1589            | 256.74        |
| 5  | Воднобуерачное сельское поселение     | село Воднобуерачное     | 5                             | ↘1525            | 355.20        |
| 6  | Гуселское сельское поселение          | село Гуселка            | 1                             | →279             | 142.67        |
| 7  | Костаревское сельское поселение       | село Костарево          | 1                             | ↗931             | 118.09        |
| 8  | Лебяженское сельское поселение        | село Лебяжье            | 4                             | ↗1793            | 188.22        |
| 9  | Мичуринское сельское поселение        | посёлок Мичуринский     | 6                             | ↗5437            | 114.38        |
| 10 | Нижнедобринское сельское поселение    | село Нижняя Добринка    | 1                             | ↘1046            | 22.52         |
| 11 | Петрунинское сельское поселение       | село Петрунино          | 2                             | ↗1429            | 121.26        |
| 12 | Саломатинское сельское поселение      | село Саломатино         | 2                             | ↘1411            | 163.15        |
| 13 | Семёновское сельское поселение        | село Семёновка          | 2                             | ↘1144            | 276.73        |
| 14 | Сестренское сельское поселение        | село Вихлянцево         | 3                             | ↘1204            | 160.68        |
| 15 | Таловское сельское поселение          | село Таловка            | 1                             | ↘1399            | 159.66        |
| 16 | Терновское сельское поселение         | село Терновка           | 4                             | ↗1423            | 168.60        |
| 17 | Умётовское сельское поселение         | село Умёт               | 2                             | ↘1146            | 281.88        |
| 18 | Усть-Грязнухинское сельское поселение | село Усть-Грязнуха      | 4                             | ↘1473            | 273.82        |
| 19 | Чухонастовское сельское поселение     | село Чухонастовка       | 1                             | ↘515             | 131.91        |

## Населённые пункты
В Камышинский район входят 48 населённых пунктов.
| №  | Населённый пункт               | Тип          | Население | Муниципальное образование             |
| -- | ------------------------------ | ------------ | --------- | ------------------------------------- |
| 1  | Авиловский                     | посёлок      | ↗43       | городское поселение Петров Вал        |
| 2  | Александровка                  | село         | ↘21       | Умётовское сельское поселение         |
| 3  | Антиповка                      | село         | ↘2554     | Антиповское сельское поселение        |
| 4  | Барановка                      | село         | 466       | Петрунинское сельское поселение       |
| 5  | Белогорки                      | село         | 192       | Белогорское сельское поселение        |
| 6  | Бутковка                       | село         | ↘44       | Воднобуерачное сельское поселение     |
| 7  | Верхняя Грязнуха               | село         | ↘532      | Усть-Грязнухинское сельское поселение |
| 8  | Верхняя Добринка               | село         | 1261      | Верхнедобринское сельское поселение   |
| 9  | Верхняя Куланинка              | село         | ↗178      | Воднобуерачное сельское поселение     |
| 10 | Верхняя Липовка                | село         | 351       | Терновское сельское поселение         |
| 11 | Веселово                       | село         | ↘454      | Мичуринское сельское поселение        |
| 12 | Вихлянцево                     | село         | 1103      | Сестренское сельское поселение        |
| 13 | Воднобуерачное                 | село         | 1071      | Воднобуерачное сельское поселение     |
| 14 | Галка                          | село         | ↘207      | Верхнедобринское сельское поселение   |
| 15 | Госселекстанция                | посёлок      | 883       | Белогорское сельское поселение        |
| 16 | Грязнуха                       | хутор        | 79        | Лебяженское сельское поселение        |
| 17 | Гуселка                        | село         | →279      | Гуселское сельское поселение          |
| 18 | Дворянское                     | село         | ↗2086     | Мичуринское сельское поселение        |
| 19 | Дубовка                        | хутор        | 278       | Терновское сельское поселение         |
| 20 | Ельшанка                       | село         | ↘278      | Мичуринское сельское поселение        |
| 21 | Зелёный Гай                    | село         | 61        | Усть-Грязнухинское сельское поселение |
| 22 | Ионов                          | хутор        | 34        | Сестренское сельское поселение        |
| 23 | Калиновка                      | хутор        | 301       | Семёновское сельское поселение        |
| 24 | Карпунин                       | хутор        | 164       | Лебяженское сельское поселение        |
| 25 | Костарево                      | село         | ↗931      | Костаревское сельское поселение       |
| 26 | Лебяжье                        | село         | 1695      | Лебяженское сельское поселение        |
| 27 | Мичуринский                    | посёлок      | 2276      | Мичуринское сельское поселение        |
| 28 | Нагорный                       | посёлок      | 174       | Верхнедобринское сельское поселение   |
| 29 | Нижняя Добринка                | село         | ↘1046     | Нижнедобринское сельское поселение    |
| 30 | Нижняя Липовка                 | село         | 14        | Терновское сельское поселение         |
| 31 | Пановка                        | село         | ↘234      | Усть-Грязнухинское сельское поселение |
| 32 | Петров Вал                     | город        | ↗12 526   | городское поселение Петров Вал        |
| 33 | Петрунино                      | село         | 942       | Петрунинское сельское поселение       |
| 34 | Поповка                        | хутор        | 125       | Сестренское сельское поселение        |
| 35 | Саломатино                     | ж.д. станция | 23        | Саломатинское сельское поселение      |
| 36 | Саломатино                     | село         | 1612      | Саломатинское сельское поселение      |
| 37 | Семёновка                      | село         | ↘1023     | Семёновское сельское поселение        |
| 38 | Средняя Камышинка              | село         | 184       | Лебяженское сельское поселение        |
| 39 | Таловка                        | село         | ↘1399     | Таловское сельское поселение          |
| 40 | Терновка                       | село         | 983       | Терновское сельское поселение         |
| 41 | Тихомировка                    | село         | 38        | Мичуринское сельское поселение        |
| 42 | Торповка                       | хутор        | ↗441      | Мичуринское сельское поселение        |
| 43 | Умёт                           | село         | ↘1248     | Умётовское сельское поселение         |
| 44 | Усть-Грязнуха                  | село         | ↘856      | Усть-Грязнухинское сельское поселение |
| 45 | фермы № 3 совхоза «Добринский» | посёлок      | 83        | Верхнедобринское сельское поселение   |
| 46 | Чухонастовка                   | село         | ↘515      | Чухонастовское сельское поселение     |
| 47 | Щербаковка                     | село         | 182       | Воднобуерачное сельское поселение     |
| 48 | Щербатовка                     | село         | ↘210      | Воднобуерачное сельское поселение     |

## Символика

### Описание герба
В золотом поле с узкой лазоревой (синей, голубой) оконечностью поверх всего — червленый (красный), с золотыми глазами, клювом и лапами орёл, сидящий с распростёртыми крыльями на зелёном, с таковыми же листьями, арбузе.
Основная специализация Камышинского района — сельскохозяйственное производство, в том числе выращивание овощей, картофеля, зерна. Но наибольшую известность району принесло выращивание бахчевых культур, среди которых главное место принадлежит арбузу. Вот почему в гербе района представлена эта бахчевая культура. В геральдике арбуз (как и гранат), из-за большого количества семян, находящихся внутри его — символ плодородия.
Богатый урожай нужно не только вырастить, но и уберечь и сохранить. Орел сидящий на арбузе символизирует бдительность и сохранность урожая. Символика орла многозначна:
- он является древним символом силы, могущества и победы;
- он олицетворяет духовное начало в человеке, которое в состоянии подняться к Небесам подобно тому, как орел взмывает к Солнцу;
- в христианстве орел является проводником между Богом и людьми.

Орел символически представляет на гербе всю богатую фауну района.
Лазурная оконечность символизирует великую русскую реку Волгу, на правобережье которой расположен Камышинский район.
- Лазурь — символ возвышенных устремлений, чести, славы, преданности, бессмертия.
- Золото — символ высшей ценности, величия, великодушия, богатства, урожая.
- Красный цвет — символ мужества, жизнеутверждающей силы и красоты, праздника.
- Зелёный цвет символизирует весну, здоровье, природу, надежду.

## Экономика

### Сельское хозяйство
Основная специализация Камышинского района-  сельское хозяйство. На основные показатели сельскохозяйственного производства оказывает влияние месторасположение района. Камышинский район расположен в зоне неустойчивого земледелия. 
Производством сельскохозяйственной продукции в Камышинском районе занимаются: 15 сельскохозяйственных предприятий, 95 КФХ и индивидуальных предпринимателей, 11300 личных подсобных хозяйств.

### Промышленность
Промышленность представлена перерабатывающими предприятиями (элеватор, крупорушки, мельницы, маслобойни, колбасный цех, молокозавод), которые в 2003 году выпустили продукции на 41,3 млн руб.

## Транспорт
Все администрации связаны с райцентром автомобильными дорогами с твердым покрытием (обеспеченность района асфальтированными дорогами — 87 %).

### Жилищно-коммунальное хозяйство
В целях развития ЖКХ в 1999—2002 гг. в муниципальную собственность приняты 146 тыс. м² жилья, 17 котельных, объекты водоснабжения и водоотведения (в г. Петров Вал, пос. Мичуринский, с. Петрунино, с. Усть-Грязнуха, с. Пановка, с. Водно-Буерачное), построено 14 автономных котельных на объектах бюджетной сферы (в с. Таловка, с. Гуселка, с. Соломатино, с. Сестренки, с. Семёновка, в г. Петров Вал, с. Усть-Грязнуха, с. Верхняя Грязнуха). Внедрение автономных котельных позволило законсервировать 3,2 км тепловых сетей в сельской местности и сэкономить около 30 % бюджетных средств.
Уровень газификации района — 95 %, проложено 178 км межпоселковых газовых сетей высокого давления и 225 км внутрипоселковых газовых сетей низкого давления, газифицировано 9959 квартир, 19 объектов соцкультбыта переведены на автономное газовое отопление.

### Торговля
На потребительском рынке функционируют 189 магазинов розничной торговли, 20 точек общественного питания (закусочные, столовые), 6 пекарен, два муниципальных рынка (г. Петров Вал — 357 торговых мест, рынок «Пенза-2» — 48 стационарных торговых точек). Розничный товарооборот за 2003 год составил 163 млн руб. Доля собственной продукции в общем товарообороте магазинов достигает 30 %.

## Образование
Среди социальных объектов — 2 участковых больницы, 9 амбулаторий, 23 фельдшерско-акушерских пунктов, одно отделение сестринского ухода, дом-интернат для детей-инвалидов и дом-интернат для престарелых, 19 школ, 9 детских садов, социальный приют для детей и подростков, 32 Дома культуры и клуба, 20 библиотек, 1 кинотеатр. В Камышинском районе действует 178 клубных формирований, из 140 коллективов самодеятельного художественного творчества — 12 имеют почетное звание «Народный», и 6 «Образцовый».

## Известные люди
- Дюжев Дмитрий - актёр сериала «Бригада», в роли Космоса.
- Базаров, Иван Фёдорович (1916—1943) — командир эскадрильи авиационного полка, Герой Советского Союза.
- Воинов, Михаил Львович (1904—1970) — лейтенант Рабоче-крестьянской Красной Армии, участник Великой Отечественной войны, Герой Советского Союза (1943).
- Гольман, Доминик Иосифович (1899—1990) — немецкий, советский писатель.
- Маресьев, Алексей Петрович (1916—2001) — легендарный лётчик, Герой Советского Союза.
- Мартынов, Евгений Григорьевич (1948—1990) — композитор, певец.
- Колгатин, Александр Михайлович (1975—2000) — Герой России (посмертно), гвардии ст.лейтенант 76-й гвардейской воздушно-десантной Черниговской Краснознамённой дивизии (г. Псков).
- Колодин, Денис Алексеевич (р. 1982) — футболист, защитник сборной России.
- Крайнюков, Константин Васильевич (1902—1975) —  политический работник советских Вооружённых Сил, генерал-полковник. Село Таловка.
- Олсуфьев, Дмитрий Адамович (1862—1937) — граф, камергер Двора Его Величества, предводитель дворянства Камышинского уезда.
- Павлов, Сергей Александрович (p. 1955) — футбольный тренер, работал в российской сборной.
- Степурина, Дора Фёдоровна (1908—1981) — советская актриса.
- Чернов, Виктор Михайлович (1873—1952) — русский политический деятель и революционер, один из основателей партии социалистов-революционеров. Первый и последний председатель Учредительного собрания.